# تینزلی لیندلی
تینزلی لیندلی (به انگلیسی: Tinsley Lindley) بازیکن فوتبال زادهٔ ۲۷ اکتبر ۱۸۶۵ اهل کشور انگلستان بود که سابقهٔ بازی در تیم ملی فوتبال انگلستان را در کارنامهٔ خود دارد. وی در تاریخ ۱۳ مارس ۱۸۸۶ نخستین بازی ملی خود را در مقابل تیم ملی فوتبال ایرلند انجام داد و با حضور در ۱۳ بازی ملی، در تاریخ ۷ مارس ۱۸۹۱ واپسین بازی ملی‌اش را در برابر تیم ملی فوتبال ایرلند برگزار کرد.
این بازیکن توانسته در بازی‌های ملی، ۱۴ گل به ثمر برساند.